# Kronborg

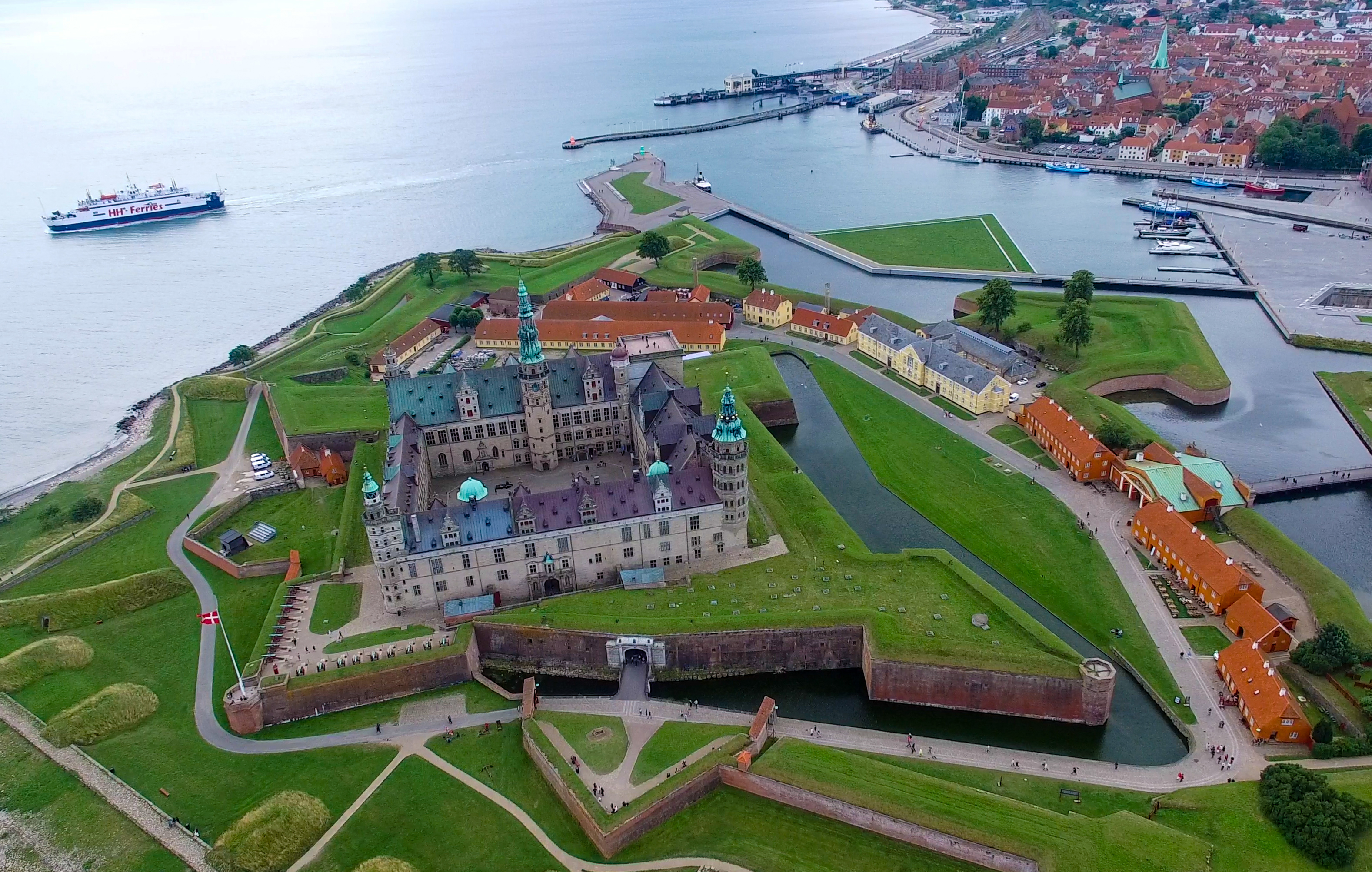
Widok z lotu ptaka

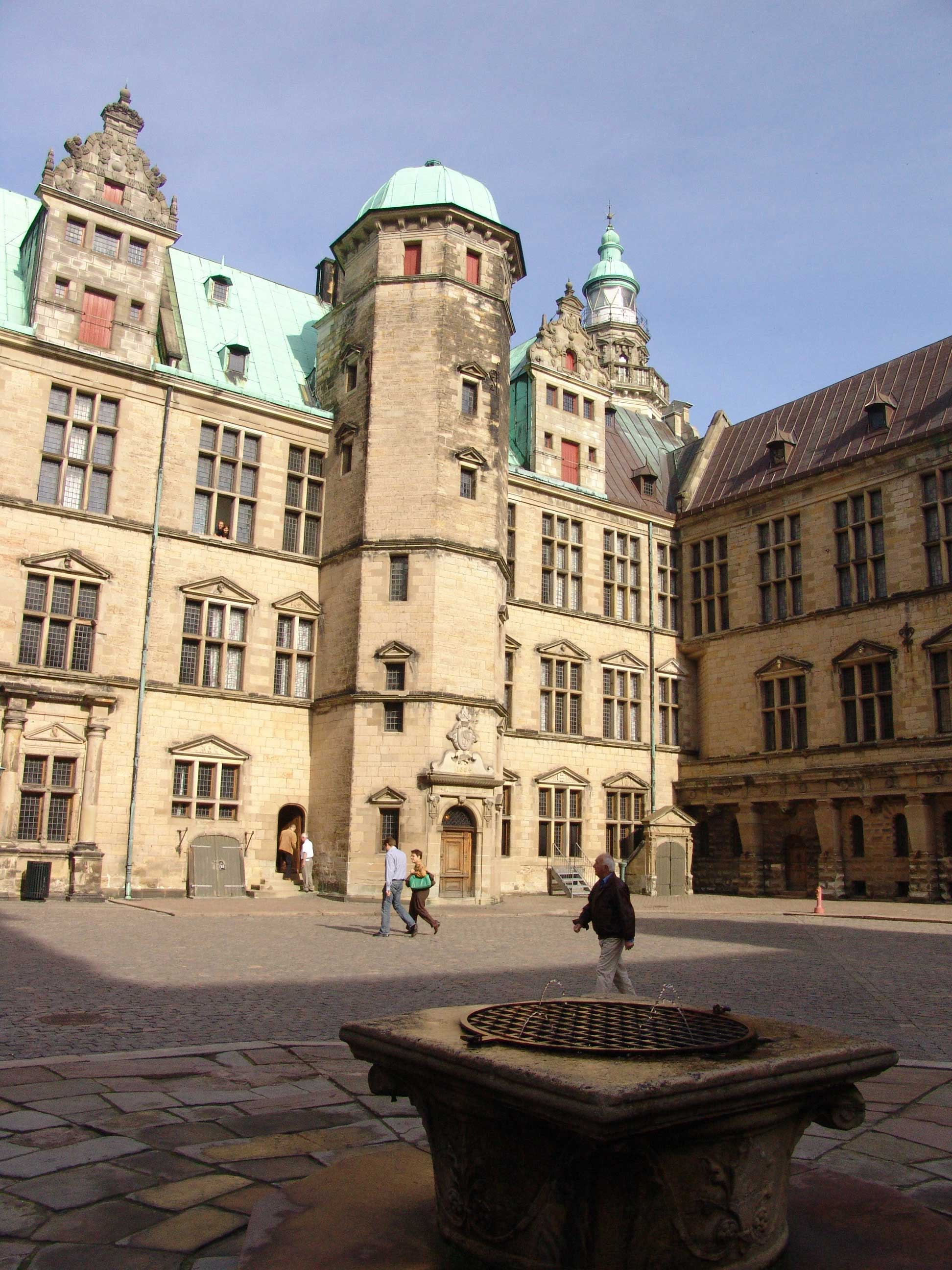
Dziedziniec zamku

Kronborg – zamek znajdujący się w duńskim mieście Helsingør, nad cieśniną Sund oddzielającą Danię od Szwecji, zlokalizowany na najdalej wysuniętym na wschód cyplu. Wpisany na listę światowego dziedzictwa UNESCO. Symbol duńskiego panowania nad Cieśninami Duńskimi.

## Historia
- 1420 – początek budowy cytadeli Krogen z polecenia ówczesnego króla Danii, Szwecji i Norwegii Eryka Pomorskiego
- Od 1429 do 1857 – miejsce pobierania ceł sundzkich[2]; obce statki przepływające przez cieśninę musiały zakotwiczyć i uiścić opłaty, które zasilały królewski skarb (cła zniesiono traktatem kopenhaskim)
- Od 1574 do 1585 – przebudowa zamku pod kierownictwem Antoniego van Obberghena; nadanie rezydencji charakteru renesansowego; po przejściu Danii na luteranizm w 1536 r. i przejęciu dóbr m.in. cysterskiego opactwa Esrum przez króla, budynki opactwa zostały w dużym stopniu rozebrane po 1559 r., kiedy ostatni opaci zmuszeni zostali przenieść się do opactwa Sorø, zaś materiały budowlane pozyskane w ten sposób użyto do budowy zamków Frederiksborg i Kronborg, któremu nadano tereny należące do opactwa[3].
- 1585 – zmiana nazwy zamku z Krogen na Kronborg
- 1629 – wielki pożar zamku
- 1639 – zakończenie prac związanych z odrestaurowaniem zamku po pożarze z 1629
- 1658 – na mocy pokoju w Roskilde Dania utraciła znajdującą się po drugiej stronie Sundu krainę Skanię[4], w tym miasto Helsingborg z twierdzą, która umożliwiała pobór opłat od przepływających jednostek
- Od 1739 – zamek pełnił funkcję więzienia
- Od 1785 do 1922 – twierdza obronna i koszary wojskowe

Imponująca forteca Kronborg budziła lęk w żeglarzach, dziś jest kojarzona z dwiema legendarnymi postaciami: duńskim księciem Hamletem i Ogierem Duńczykiem. W szekspirowskim dramacie Hamlet zamek nosi nazwę Elsynor, pochodzącą od wymowy nazwy miejscowości, w której zamek się znajduje. W XVIII w. w obrębie zamku powstał ogród i symboliczny "Grób Hamleta".
Zamek Kronborg w przeszłości był królewską rezydencją i siedzibą garnizonu wojskowego, a ostatnio służy jako bogate w dokumenty, modele statków i instrumenty nawigacyjne Muzeum Morskie. Goście spacerują brukowanymi uliczkami pośród starych domów portowego miasteczka i chodzą po wałach. Zaś tradycja wystawiania "Hamleta" jest hołdem dla Szekspira. Chlubą zamku są również królewskie apartamenty. Renesansowy styl holenderski umeblowania, dwa renesansowe globusy i najdłuższa sala w Europie licząca 62 m.
Przed zamkiem znajduje się ogromny monument Ogiera Duńczyka.